# Jałowice
Jałowice (niem. Jaulitz, łuż. Jałojce) – wieś w Polsce, położona w województwie lubuskim, w powiecie żarskim, w gminie Brody.
| SIMC    | Nazwa | Rodzaj                               |
| ------- | ----- | ------------------------------------ |
| 0908082 | Lasek | przysiółek wsi do 31 grudnia 2023 r. |

W latach 1975–1998 miejscowość administracyjnie należała do województwa zielonogórskiego.
Według danych z 1 stycznia 2011 roku wieś liczyła 169 mieszkańców. 
Pierwszy raz wspomniano o Jałowicach w dokumentach w roku 1408. We wcześniejszym okresie do wsi należał majątek. Przylegający do wsi folwark został rozebrany i w roku 1838 ponownie poza granicami wsi zbudowany pod niemiecką nazwą Bornfelde. W roku 1864 Jałowice posiadały młyn wodny.
Przez wieś przepływa rzeka Lubsza.